# Deivy Rose
Deivy Rose (São Paulo 16 de março de 1947) é uma atriz brasileira de televisão, cinema e teatro.
Participou de várias peças de teatro. Foi incentivada pelo professor Eugenio Kusnet para estrear na Tv. Era muito amiga da atriz Ivete Bonfá.

## Filmografia

### Televisão
| Ano  | Título                    | Personagem             | Notas                           |
| ---- | ------------------------- | ---------------------- | ------------------------------- |
| 1969 | As Confissões de Penélope | Marta                  |                                 |
| 1969 | Super Plá                 | Lurdes                 |                                 |
| 1972 | Signo da Esperança        | Inês                   |                                 |
| 1972 | Camomila e Bem-me-quer    | Ruth Silva             |                                 |
| 1975 | Vila do Arco              | Vera                   |                                 |
| 1975 | Teatro 2                  | —                      | Episódio: "A Ceia dos Cardeais" |
| 1976 | Tchan, a Grande Sacada    | Tânia                  |                                 |
| 1981 | Dona Santa                | Carmem                 |                                 |
| 1987 | A Praça É Nossa           | Vários personagens     |                                 |
| 1998 | Torre de Babel            | Celeste                |                                 |
| 2000 | Vila Madalena             | Hilda                  |                                 |
| 2004 | Metamorphoses             | Teodora Madeira Ferraz |                                 |
| 2005 | Páginas da Vida           | Teresa                 |                                 |
| 2006 | Pé na Jaca                | Lucrécia               |                                 |
| 2007 | Malhação                  | Vera                   |                                 |
| 2008 | A Favorita                | Alice Salvatore        |                                 |
| 2010 | A Cura                    | Berenice               |                                 |
| 2011 | Insensato Coração         | Juíza Patrícia         |                                 |
| 2013 | Carrossel                 | Anita Soares           |                                 |
| 2019 | Hebe                      | Elvira                 |                                 |

### Cinema
| Ano  | Título                        | Personagem            | Notas          |
| ---- | ----------------------------- | --------------------- | -------------- |
| 1973 | A Super Fêmea                 | Candidata Analfabeta  |                |
| 1974 | Os Garotos Virgens de Ipanema | Campeã de Natação     |                |
| 1974 | O Super Manso                 | —                     |                |
| 1975 | O Rei da Noite                | Prostituta            |                |
| 1975 | Ainda Agarro Esse Machão      | Sheila                |                |
| 1979 | Sede de Amar                  | —                     |                |
| 1980 | Colegiais e Lições de Sexo    | —                     |                |
| 2006 | Espeto                        | Mulher no restaurante | Curta-metragem |
| 2007 | Falsa Loura                   | Cassandra             |                |

## Teatro
- 1976/1977 - Carla, Gigi e Margot
- 1978 - Macunaíma
- 1979 - Salve-se Quem Puder
- 1982 - As Tias
- 1984/1986 - O Peru
- 1988 - Viagem com Delícias de um Descasad
- 1989 - Jesus Homem
- 1999 - Estamos Vivos: Uma Questão de Opinião
- 2009 - Oito Mulheres[9]